# Granica (film 1990)
Granica – dramat produkcji jugosłowiańskiej z 1990 roku w reżyserii Zoran Masirevic.

## Fabuła
Akcja filmu rozgrywa się w Wojwodinie (granica jugosłowiańsko-węgierskiej) między 1945/48 rokiem. Dwie rodziny: Węgrowie – mieszkający na tym obszarze od pokoleń i Serbowie, przesiedleńcy – przeżywający pierwsze dni wolności. W ich życiu tych dwóch rodzin, przeplatają się radość i smutek, duma i poniżenie, miłość i śmierć – co sprawia, że stają się innymi ludźmi, gotowymi zburzyć granice w sobie samych.

## Obsada
- Ljiljana Blagojević – Ljubica Topic
- Mirjana Jokovic – Etel
- Stole Arandjelovic – Nikola Topić
- Eva Ras – Rozi
- Zoran Cvijanović – Porucznik
- Lazar Ristovski – Topić
- Davor Janjic – Marko Topic